# Place Carmen
La place Carmen est située dans le 20e arrondissement de Paris.

## Situation et accès
Elle est située entre le jardin Toussaint-Louverture et la rue des Amandiers.

## Origine du nom
La place doit son nom à l'opéra Carmen de Georges Bizet, le conservatoire municipal du 20e arrondissement Georges Bizet étant situé à cet endroit.

## Historique
Jusque dans les années 1980, la rue des Cendriers reliait le boulevard de Ménilmontant et la rue des Amandiers. À la suite des grands aménagements de la ZAC des Amandiers, la rue des Cendriers fut coupée en deux, l'actuel jardin Toussaint-Louverture absorbant la partie de la rue des Cendriers située à partir de la rue Duris en direction de la rue des Amandiers, laissant subsister la rue des Cendriers de part et d'autre du jardin, c'est-à-dire entre le boulevard de Ménilmontant et la rue Duris d'un côté - partie qui existe toujours - et entre le jardin Toussaint-Louverture et la rue des Amandiers de l'autre. C'est cette dernière partie qui a été renommée place Carmen dans les années 2010.